# Cinco Diablo
Cinco Diablo szósty album w dorobku amerykańskiej grupy Saliva, wydany przez wytwórnię Island Records. Wydany został 16 grudnia 2008 roku.

Utwór "Hunt You Down" został wykorzystany jako oficjalna piosenka gali WWE No Way Out 2009.

## Lista Utworów
1. "Family Reunion" - 3:39
2. "My Own Worst Enemy" (feat. Brent Smith (Shinedown)) - 3:07
3. "Best of Me" - 3:48
4. "How Could You?" - 3:23
5. "Hunt You Down" - 3:36
6. "Judgment Day" - 4:34
7. "Forever and a Day" - 3:28
8. "I'm Coming Back" - 3:50
9. "Southern Girls" - 3:31
10. "So Long" - 4:46
11. "Hit Me"- 3:40 (Bonus Track)